# صفي الدين الهندي الأرموي
الشيخ صفي الدين الهندي الأرموي (644هـ - 715هـ = 1246م - 1315م) هو إمام وفقيه أصولي شافعي ومتكلم على مذهب الأشاعرة. ولد بالهند سنة 644هـ، وخرج من دهلي سنة 667هـ فزار اليمن فأكرمه الملك المظفر وأعطاه تسعمائة دينار، وقيل: أربعمائة دينار، ثم حج فأقام بمكة ثلاثة أشهر ورأى بها ابن سبعين وسمع كلامه، ثم سافر إلى مصر والروم، واستوطن دمشق سنة 685هـ، وولي بها مشيخة الشيوخ، وانتصب للإفتاء والإقراء في الأصول والمعقول، ووقف كتبه بدار الحديث الأشرفية، وناظر ابن تيمية، فقال له الصفي الهندي في أثناء البحث والمناظرة: «ما أراك يابن تيمية إلا كالعصفور، حيث أردت أن أقبضه من مكان فر إلى مكان آخر».

## شيوخه
درس على سراج الدين الأرموي، وسمع من الفخر بن البخاري، وغيره.

## تلاميذه
أخذ عنه أكابر العلماء بدمشق؛ كابن المرحل، وابن الزملكاني، وابن الفخر المصري، وصدر الدين بن الوكيل وغيره.

## أقوال العلماء فيه
- قال عنه تاج الدين السبكي في (طبقات الشافعية الكبرى):

مولده: ببلاد الهند، سنة أربع وأربعين وست مائة، ورحل إلى اليمن سنة سبع وستين، ثم حج، وقدم إلى مصر، ثم سار إلى الروم، واجتمع بسراج الدين، ثم قدم دمشق سنة خمس وثمانين، واستوطنها، ودرس بالأتابكية، والظاهرية الجوانية، وشغل الناس بالعلم. توفي بدمشق، سنة خمس عشرة وسبع مائة. وكان خطه في غاية الرداءة، وكان رجلاً ظريفاً ساذجاً، فيحكى أنه قال: وجدت في سوق الكتب مرة كتاباً بخط ظننته أقبح من خطي، فغاليت في ثمنه، واشتريته لأحتج به على من يدعي أن خطي أقبح الخطوط، فلما عدت إلى البيت وجدته بخطي القديم.
وقال عنه في (معيد النعم ومبيد النقم): «وكذلك حَكى لنا بعض مشايخنا عن الشيخ العلّامة صفي الدين الهندي إمام المتكلمين في عصره أنه جاءه حِمْل زيت، فأمسكه المكَّاسون في الطريق على المكْس، فكتب إليهم كتابًا يُتعجَّب من ذكره، مشتملًا على أنواع الجدل والسبْر والتقسيم».
- قال عنه صلاح الدين الصفدي في (أعيان العصر وأعوان النصر):

كان قيما لفن الكلام، عارفا بغوامضه التي خفيت عن السيف والإمام، لو رآه ابن فورك لانفرك، أو الباقلاني لقلا معرفته، ووقع معه في الدرك، أو إمام الحرمين لتأخر عن مقامه، أو الغزالي لما نسج "المستصفى" إلا على منواله ولا رصفه إلا على نظامه، أو ابن الحاجب لحمل العصا أمامه، وجعله دون الناس إمامه. مع سلامة باطن تنعته يوم حشره، وديانة طواها الحافظان له إلى يوم نشره، ومودة لا تنسى عهودها، ولا تجفو على كبره مهودها، وانعطاف على الفقراء وحنو، وبراءة من الكبرياء والعتو. أقرأ الكبار وأفادهم، وأفاض عليهم فضلة فضله وزادهم.
ولم يزل على حاله إلى أن تكدر للصفي مورد حياته، وناداه الموت بإغفال شياته، فبات الدين وقد ثلم هنديه، وثل عرش الأصول بل هد نديه. وتوفي ليلة الثلاثاء تاسع عشري صفر سنة خمس عشرة وسبع مئة بمنزله بالمدرسة الظاهرية بدمشق، ودفن في مقابر الصوفية.
ومولده في ليلة الجمعة ثالث شهر ربيع الآخر سنة أربع وأربعين وست مئة بالهند.
وكان له جد لأمه فاضل من أهل العلم هو شيخه، قرأ عليه ومات سنة ستين وست مئة، وخرج من دهلي البلد المشهور بالهند في شهر رجب سنة سبع وستين وست مئة، ودخل اليمن، وأقام بمكة نحوا من ثلاثة أشهر، واجتمع بابن سبعين.
ولما كان باليمن أكرمه المظفر وأعطاه أربع مئة دينار. ثم إنه ركب البحر، ودخل الديار المصرية في سنة سبعين، وخرج منها، ودخل البلاد الرومية وأقام بها إحدى عشرة سنة، منها خمسة بقونية، وخمسة بسيواس، وسنة بقيصرية. ودرس بقونية وسيواس، واجتمع بالقاضي سراج الدين الأرموي وأكرمه وأخذ عنه المعقول.
وخرج من الروم سنة خمس وثمانين وست مئة، وقدم دمشق وأقام بها واستوطنها وعقد حلقة الإشغال بالجامع الأموي وقرأ عليه الأعيان وفضلاء الناس، ودرس في دمشق بالروحانية والدولعية والأتابكية والظاهرية. وكان مقصودا بالاستفتاء، ويكتب كثيرا في الفتاوى. وكان فيه خير وديانة وبر للفقراء يفطر في شهر رمضان عشرة من الفقراء الضعفاء.
وصنف في أصول الدين كتاب "الفائق"، وكان يقوم في الليل فيتوضأ ويلبس أفخر ثيابه، وعلى ما قيل حتى الخف والمهماز، ويصلي ورده في جوف الليل، وكان يحفظ ربع القرآن لا غير. قيل عنه إنه قرأ يوما في الدرس: "المص"، مصدر يمص مصا، ولم ينطق بها حروفا مقطعة كما هو لفظ التلاوة.
وممن تخرج عليه الشيخ صدر الدين بن الوكيل وغيره، وأظن الشيخ كمال الدين بن الزملكاني أيضا، وكان في بعض مدارسه ناظر لا ينصفه، فقال: هذه المدرسة يعمل فيها بآيتين من كتاب الله تعالى، المدرس: "ليس لك من الأمر شيء"، والناظر: "لا يسأل عما يفعل".
ولما عقد بعض المجالس للعلامة تقي الدين بن تيمية عين صفي الدين الهندي لمناظرته، فلما وقع الكلام قال لابن تيمية: أنت مثل العصفور تنط من هنا إلى هناك. وقيل: إن الشيخ تقي الدين ذكر ما هو المشهور في سبب تسمية المعتزلة بهذا الاسم، وهو أن واصل بن عطاء لما اعتزل حلقة الحسن البصري سمي بذلك معتزلا، فيقال إن الشيخ صفي الدين قال: لا نسلم. فقال الحاضرون: ما يقال في نقل التاريخ لا نسلم، وكان ذلك سبب نصرة ابن تيمية. ومنها أن قاضي القضاة نجم الدين بن صصرى قال لابن تيمية: هذا الكلام الذي يثلج الصدر. فقال له الشيخ كمال الدين بن الزملكاني: والله تسخر وجه الشافعية بتلك الحاجة لما كنت أنت حاكمهم، فقال لابن صصرى: لي يقال هذا الكلام؟ اشهدوا علي أني عزلت نفسي من القضاء، فانفصل المجلس على غضب ابن صصرى.
قلت: وما أنصف تقي الدين الهندي في قوله، لعله كان عنده سبب آخر لتسمية المعتزلة غير ذلك، إذ هو ممكن. وما رأيت أضعف ولا أوحش من خطه ومن خط الشيخ شمس الدين بن الأكفاني، وقد تقدم ذكره. وقيل إنه أجري بين يديه ذكر خطه، فقال له بعض الطلبة: والله يا سيدي ما رأينا أوحش من خطك. فقال: والله البارحة رأيت كراسا أوحش من خطي. فقالوا له: هذا يمكن. فقام وأتى بالكراسة فإذا بها أوحش من خطه، واعترفوا بذلك، ثم إن ذلك الطالب تتبع الكلام إلى آخره فوجد آخره: وكتب محمد بن عبد الرحيم الأرموي. فقالوا: هذه بخطك، فأعجبه ذلك، وضحك.
وقال عنه في (الوافي بالوفيات): «الشيخ صفي الدين الهندي محمد بن عبد الرحمن بن محمد الأرموي العلامة الأوحد، الشيخ صفي الدين الهندي الشافعي الأصولي، نزيل دمشق، ومدرس الظاهرية، وشيخ الشيوخ، ولد بالهند سنة أربع وأربعين، وتفقه هناك بجده لأمه، ثم رحل من دلهي سنة سبع وستين إلى اليمن، فأعطاه صاحبها أربعمائة دينار، فحج وخاطب ابن سبعين وقدم مصر، ثم سار إلى الروم فأقام بقونية وسيواس مدة. وأخذ عن سراج الدين الأرموي المعقول، وقدم دمشق سنة خمس وثمانين وسمع من الفخر علي وأقرأ الأصول والمعقول، وصنف (الفائق في أصول الدين) وأفتى، وكان يحفظ ربع القرآن، وفيه دين وتعبد، وله أوراد درس بالرواحية، وأشغل بالجامع، وكان حسن العقيدة، ويكتب خطا ردئاً إلى الغاية، توفي سنة خمس عشرة وسبعمائة».
- قال عنه الذهبي في (تاريخ الإسلام): «العلامة الأوحد، صفي الدين محمد بن عبد الرحيم بن محمد الأرموي، ثم الهندي الشافعي الأصولي، نزيل دمشق، ومدرس الظاهرية، وشيخ الشيوخ. ولد بالهند سنة أربع وأربعين وستمائة، فتفقه هناك يجده لأمه، ثم رحل من دهلي سنة سبع وستين إلى اليمن، فأعطاه صاحبها أربعمائة دينار، فحج وقدم مصر، ثم سار إلى الروم فأقام بقونية وسيواس مدة، فأخذ عن السراج الأرموي "العقليات"، وقدم دمشق سنة خمس وثمانين وسمع من الفخر علي و"أقرأ الأصول" و"المعقول"، وصنف وأفتى، وكان يحفظ ربع الختمة، وفيه دين وتعبد، وله أوراد درس أيضا بالرواحية، واشغل بالجامع، وكان حسن الاعتقاد على مذهب السلف. مات في صفر سنة خمس عشرة وسبعمائة».[3]
- قال عنه ابن كثير في (البداية والنهاية): «الشيخ صفي الدين الهندي، أبو عبد الله محمد بن عبد الرحيم بن محمد الأرموي الشافعي المتكلم، ولد بالهند سنة أربع وأربعين وستمائة، واشتغل على جده لأمه، وكان فاضلا، وخرج من دهلى في رجب سنة سبع وستين، فحج وجاور ثلاثة أشهر، ثم دخل اليمن، فأعطاه ملكها المظفر أربعمائة دينار، ثم دخل مصر فأقام بها أربع سنين، ثم سافر إلى الروم على طريق أنطاكية، فأقام إحدى عشرة سنة بقونية، وبسيواس خمسا، وبقيسارية سنة، واجتمع بالقاضي سراج الدين فأكرمه، ثم قدم إلى دمشق في سنة خمس وثمانين فأقام بها واستوطنها، ودرس في الرواحية، والدولعية، والظاهرية، والأتابكية، وصنف في الأصول والكلام، وتصدر للاشتغال والإفتاء، ووقف كتبه بدار الحديث الأشرفية، وكان فيه بر وصلة، توفي ليلة الثلاثاء تاسع عشرين صفر، ودفن بمقابر الصوفية، ولم يكن معه وقت موته سوى الظاهرية وبها مات، فدرس بعده فيها ابن الزملكاني، وأخذ ابن صصرى الأتابكية».[3]

وقال في موضع آخر: «وفي يوم الأربعاء تاسع جمادى الآخرة درس ابن صصرى بالأتابكية عوضا عن الشيخ صفي الدين الهندي. وفي يوم الأربعاء الآخر حضر ابن الزملكاني درس الظاهرية الجوانية عوضا عن الهندي أيضا، بحكم وفاته، كما ستأتي ترجمته».
وقال أيضاً في موضع آخر: «وفي يوم الاثنين ثامن رجب حضر القضاة والعلماء، وفيهم الشيخ تقي الدين ابن تيمية عند نائب السلطنة بالقصر، وقرئت عقيدة الشيخ تقي الدين "الواسطية"، وحصل بحث في أماكن منها، وأخرت مواضع إلى المجلس الثاني، فاجتمعوا يوم الجمعة بعد الصلاة ثاني عشر الشهر المذكور، وحضر الشيخ صفي الدين الهندي، وتكلم مع الشيخ تقي الدين كلاما كثيرا، ولكن ساقيته لاطمت بحرا، ثم اصطلحوا على أن يكون الشيخ كمال الدين بن الزملكاني هو الذي يحاققه من غير مسامحة، فتناظرا في ذلك، وشكر الناس من فضائل الشيخ كمال الدين بن الزملكاني، وجودة ذهنه، وحسن بحثه، حيث قاوم ابن تيمية في البحث، وتكلم معه، ثم انفصل الحال على قبول العقيدة، وعاد الشيخ إلى منزله معظما مكرما...».
- قال عنه عبد القادر النعيمي الدمشقي في كتابه (الدارس في تاريخ المدارس): «العلامة صفي الدين أبو عبد الله محمد بن عبد الرحيم بن محمد الهندي الأرموي الشافعي المتكلم على مذهب الأشعري ميلاده بالهند في شهر ربيع الأول سنة أربع وأربعين وستمائة. وكان جده لأمه فاضلا فقرأ عليه وخرج من دهلي في شهر رجب سنة سبع وستين فحج وجاور ثلاثة أشهر ثم دخل اليمن فأعطاه ملكها المظفر أربعمائة دينار ثم دخل مصر سنة إحدى وسبعين وأقام بها أربع سنين ثم سافر إلى الروم على طريق أنطاكية فأقام إحدى عشرة سنة وبقونية خمسا وسيواس خمسا وبقيسارية سنة واجتمع بالقاضي سراج الدين فأكرمه ثم قدم إلى دمشق في سنة خمس وثمانين فأقام بها واسطوطنها وولي بها مشيخة الشيوخ ودرس بها بالظاهرية الجوانية والرواحية والدولعية والأتابكية هذه، ونصب للإفتاء والإقراء في الأصول والمعقول والتصنيف وانتفع الناس به وبتصانيفه، إلا أن خطه في غاية الرداءة وانتفع الناس أيضا بتلاميذه ووقف كتبه بدار الحديث الأشرفية وكان فيه بر وصلة...».[6]
- قال عنه ابن فضل الله العمري في كتابه (مسالك الأبصار في ممالك الأمصار): «إمام لم يبق إلا من اعترف بسؤدده، واغترف منه بيده، واشترف به على ما أعيا العيان وأخفى البيان، وقرب البعيد ولم يان، وكان بحرا يطفح، وقطرا يسفح، يرجع إلى كرم سجايا، لو قذف بها النار لما اضطرمت، أو سجرت بها البحار لما التطمت، إلا أنه كان لا تطيعه العبارة إذا نطق، و لا يحدر صيب سيله إذا اندفق. أخذ عنه أكابر العلماء بدمشق؛ كابن المرحل، وابن الزملكاني، وبلغوا به فوق الأماني، وحصل به ابن المرحل علومًا كانت نجايا الصدر، وأمن ابن الزملكاني أن يعرو النقص كماله كما يعرو البدر، ولولاه لما اتسع بالشام مجال الكلام، ولا طلعت للمعقول شمس تمحق الظلام، وكان على تدفق بحره وتأنق سحره لا ينفث سحره في عقد الأقلام، ولا يكتب في نهايته إلا ما لا يرضى به في بدايته من الغلام».[3]
- قال عنه صديق حسن خان في (أبجد العلوم): «الشيخ صفي الدين الهندي الأرموي المتكلم على مذهب الأشعري. كان أعلم الناس بمذهبه وأدراهم بأسراره متضلعا بالأصلين اشتغل على سراج الدين –صاحب التلخيص-. صنف: الزبدة في علم الكلام والنهاية في أصول الفقه والفائق فيه أيضا وكل مصنفاته جامعة حسنة لا سيما: النهاية. ولد ببلاد الهند سنة 644، ورحل إلى اليمن ثم حج وقدم إلى مصر ثم سار إلى الروم واجتمع بسراج الدين ثم قدم دمشق وأشغل الناس بالعلم. توفي بها سنة 715، خمس عشرة وسبعمائة».[9]
- قال عنه عبد الحي الحسني في (الإعلام بمن في تاريخ الهند من الأعلام) المسمى بـ (نزهة الخواطر وبهجة المسامع والنواظر): «الشيخ الإمام العالم الكبير العلامة محمد بن عبد الرحيم بن محمد الشيخ صفي الدين الشافعي الهندي الأرموي أحد مشاهير العلماء، ولد بالهند في ربيع الآخر سنة أربع وأربعين وستمائة، وأخذ عن جده لأمه، وخرج من بلدته في رجب سنة سبع وستين وستمائة ودخل اليمن، فأكرمه المظفر وأعطاه تسعمائة دينار، ثم حج فأقام بمكة ثلاثة أشهر، ورأى بها ابن سبعين وسمع كلامه، ثم دخل القاهرة في سنة إحدى وسبعين وستمائة ودخل البلاد الرومية، وخرج منها سنة خمس وثمانين وستمائة، ودخل دمشق فاستوطنها وسمع من الفخر ابن البخاري، وقعد في الجامع ودرس بمدارس وكتب على الفتاوي مع الخير والدين والبر للفقراء، وصنف في أصول الدين الزبدة وفي أصول الفقه النهاية والفائق والرسالة السبعية...».[10]
- قال عنه شمس الدين ابن الغزي في (ديوان الإسلام): «الإمام العالم العلامة المحقق النحوي الأصولي صفي الدين أبو عبد الله الأرموي المصري الشافعي، صاحب النهاية في الأصول والفائق في علم الكلام. وغيرهما. توفي (سنة 715)».[11]

## مؤلفاته

كتاب الفائق في أصول الفقه للصفي الهندي: هو كتاب في أصول الفقه اتسـم بالدقة والاستطراد في ذكر التفاصيل، وكثرة الأدلة التي تبين رأي الخصوم، ومناقشة الخصوم. وقد جاء الكتاب مقسماً على مسائل مختلفة ذكر فيها المؤلف رأيه ورأي الخصوم والرأي الراجح منهما اعتماداً على الكتاب والسنة.

له مصنفات، منها:

### فيأصول الدينوعلم الكلام
- الفائق.
- زبدة الكلام في علم الكلام.
- الرسالة السنية في الأصول (الرسالة التسعينية في الأصول الدينية).

### فيأصول الفقه
- الفائق.
- نهاية الوصول في دراية الأصول (نهاية الوصول إلى علم الأصول)، حققه سعد السويح.
- الرسالة السيفية.
- الرسالة السبعية.

## مؤلفات عنه
- الآراء الكلامية لصفي الدين الهندي (715هـ)؛ مع تحقيق كتابه الرسالة التسعينية في الأصول الدينية. تحقيق ودراسة: ثائر علي الحلاق.[3][12]